# Allmannshofen
Allmannshofen là một đô thị ở huyện Augsburg bang Bayern nước Đức. Đô thị Allmannshofen có diện tích 10,31 km², dân số thời điểm ngày 31 tháng 12 năm 2006 là 838 người.